# John Sposito
John Sposìto, noto anche come Gianni Sposito (Roma, 14 gennaio 1958), è un compositore e artista italiano.

## Biografia
Fin dal 1970 John Sposìto sperimentava una forma di musica elettronica, che a quei tempi era considerata troppo all'avanguardia per la discografia pubblicata dalla BMG (ex RCA).
A quei tempi Sposìto era soprannominato "il Vangelis italiano".
Negli anni settanta a Sposìto vennero commissionate vaire colonne sonore per film e documentari, e fu solo negli anni ottanta che, su etichetta RCA, uscì un LP dal titolo Cosmograffiti, tratto dalla colonna sonora di una serie televisiva di fantascienza dal titolo Ora zero e dintorni, che è stata la prima fiction seriale prodotta in Italia, con la regia di Lucio Gaudino e Andrea Ferreri.
Nella prima metà degli anni novanta - grazie alla Prestige Records e all'edizione musicale inglese St.James Records - riuscì ad ottenere un contratto discografico ed editoriale per sette CD, venduti in tutto il mondo.
Molti dei suoi brani sono stati inseriti in compilations con i più grandi della musica elettronica-new age (Vangelis, Alan Parson, Philip Glass).
Ha inoltre composto musiche per film e documentari, realizzando innumerevoli colonne sonore per serie di animazione.
È Socio Onorario dell'Unione Nazionale Scrittori ed Artisti dal 2007 e socio sostenitore di ACMF (Associazione Compositori Musica Film)
Nel 2019 ha scritto le musiche del brano Mesiac inserito nell'album Real Newz del famoso gruppo slovacco Kontrafakt ai vertici delle classifiche della Repubblica Ceca e Slovacca.

## Lavori

### Filmografia
- L'intesa
- Una donna da guardare
- Riflessi di luce
- Ad un passo dall'aurora
- Non aver paura della zia Marta (come Gianni Esposito)
- Il tifoso, l'arbitro e il calciatore
- Attenti a quei P2
- Gian Burrasca
- Cicciolina e Moana "Mondiali" (come Charly)
- Il Figlio dello Sceicco
- Dott. Mabuse
- La Leggenda del Titanic (film di animazione)
- Il Principe dei Dinosauri (film di animazione)
- Tentacolino (film di animazione)

### Cartoni animati
- Le nuove avventure di Cat Leo
- Il Paradiso può attendere
- Play Time Buddies
- Simba: è nato un re
- Simba J. a New York
- Pocahontas (serie animata)
- Nel Nome di Gesù
- Cenerentola (serie animata)
- Turtle Hero
- Supereroi
- Spartacus
- Rikkitikkitavi
- Fantasy Island
- Il Grande libro della Natura
- Hua Mulan
- Re David
- Hercules
- Quasimodo (Il gobbo di Notredame)
- UNICEF:Cartoons for Children's Rights
- Bug's Adventures
- Toytoons
- Il Corsaro Nero
- La Leggenda della Bella Addormentata

### Documentari
- Dante il sogno di un'Italia libera (Dante's divine politics)
- The Dermosphere: Our Personal Environment, premiato al Festival Industriale di Venezia nel 1991
- Ouroboros
- Le Alpi di Messner
- Free K2, premiato a Washington nel 1991 al Mountain Film Festival produzione Mountain Wilderness
- Il Caso Mussolini
- Il Caso Hitler
- Lo Zoo oggi
- Aquarium

### Discografia
- Dante il sogno di un'Italia libera
- Denebola
- Cosmograffiti
- Non aver paura della Zia Marta
- Riflessi di Luce
- Tienanmen Syndrome
- Stream Of Gold
- Free K2
- Ouroboros
- The Aquarius Era
- Voyager I
- Dermosphera
- La Passione di Cristo
- Morrison
- Paraisos
- The Black Corsair
- Hua Mulan
- Simba è nato un Re
- La Leggenda del Titanic